# مهدي دهبي
مهدي دهبي (بالإنجليزية: Mehdi Dehbi)‏ (و. 1985 – م) هو ممثل، ومخرج مسرحي من بلجيكا . ولد في لييج .

## التعليم
تعلم في المعهد الوطني العالي للفنون الدرامية ‏، وكونسرفاتوار بروكسل الملكي، وأكاديمية لندن للموسيقى والفنون المسرحية

## روابط خارجية
- مهدي دهبي على موقع IMDb (الإنجليزية)
- مهدي دهبي على موقع قاعدة بيانات الأفلام العربية
- مهدي دهبي على موقع ألو سيني (الفرنسية)
- مهدي دهبي على موقع أول موفي (الإنجليزية)
- مهدي دهبي على موقع قاعدة بيانات الفيلم (الإنجليزية)
- مهدي دهبي على موقع كينوبويسك (الروسية)